# Fontana delle voci
La Fontana delle voci è posta al centro dei giardini di piazza Brin, nel quartiere Umbertino della Spezia. 
Il complesso della scultura-fontana è opera di Mirko Basaldella, scultore udinese. L’artista si è dedicato alla realizzazione di questa scultura nel 1955, dopo aver concluso il suo importante impegno al Mausoleo delle Fosse Ardeatine a Roma e prima di trasferirsi negli Stati Uniti.
La fontana consiste di una vasca ottagonale al centro della quale si eleva una sorta di totem, alto sette metri e mezzo, per tutta la sua altezza scavato lateralmente da cavità semicircolari che rappresentano le voci del mare.
Basaldella ha continuato qui la sua ricerca artistica basata sull’impiego di materiali diversi. La fontana è infatti composta da più materiali, pietra, bronzo, rame, ottone, ferro, cemento.
Sia la struttura che la vasca sono poi interamente rivestiti di tessere di mosaico che conferisce particolare luminosità alla composizione.
Al momento dell’inaugurazione, nel 1956, l’opera aveva suscitato varie critiche nella cittadinanza, ma poi è diventata un elemento insostituibile della stessa piazza più popolare della città.
La fontana è stata restaurata nel 2017 ed è tra i monumenti segnalati dal FAI.